# 2MASS J07464256+2000321
Désignations
2MASS J07464256+2000321 est une étoile de la Voie lactée proche du Soleil, située dans la constellation des Gémeaux, à environ 40 années-lumière du Soleil. Elle a été découverte en 1999 dans les données du grand relevé 2MASS. Il s'agit en fait d'un système binaire dont les deux composantes ont un type spectral L0 et L1.5. Les deux composantes sont des naines brunes, séparées d'environ 2,7 unités astronomiques et dont la masse[Laquelle ?] est voisine de 0.085 M☉.